# K.u.K.

Stema mijlocie a Austro-Ungariei, folosită în 1867–1915, conținând ca element central stema Habsburgilor (leul habsburgic, culorile austriece, vulturul loren)

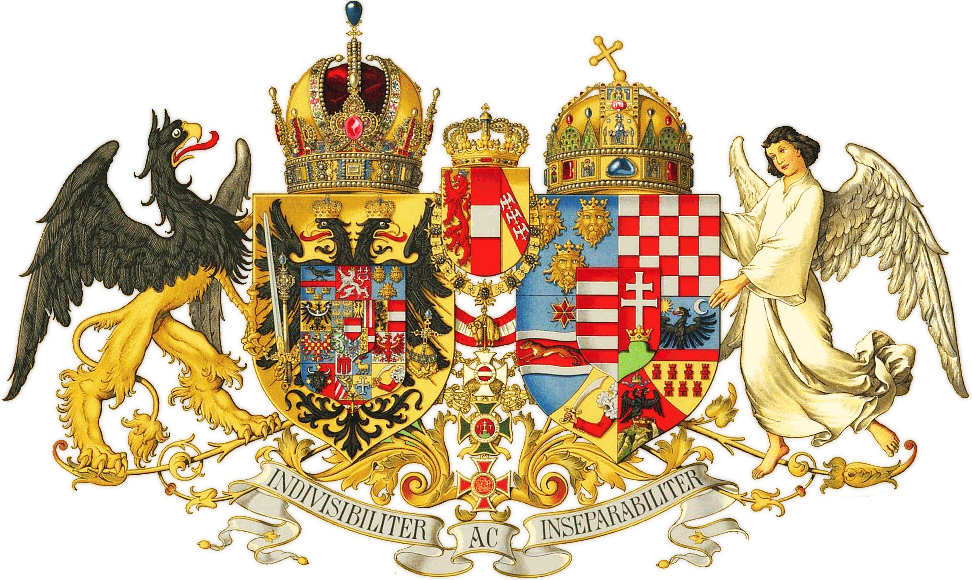
Stema mijlocie din 1915–1918. În această nouă stemă este foarte clară natura Dublei Monarhii, cu cele două jumătăți ale ei, legate prin uniune personală și prin uniune reală.

Expresia kaiserlich und königlich (chezăresc și crăiesc sau împărătesc și crăiasc sau, mai nou, imperial și regal), prescurtată k. u. k. (sau k. und k., mai rar k. & k.), a fost folosită pentru a desemna „monarhia întreagă”, adică instituțiile comune ale ambelor jumătăți ale Austro-Ungariei, apărute în urma împărțirii Imperiului Austriac prin Compromisul cu Regatul Ungariei din 1867. Expresia kaiserlich und königlich (k. u. k. / imperial și regal) trebuie diferențiată de expresia kaiserlich-königlich (k. k. / cezaro-crăiesc).
În cazul expresiei k. u. k., primul k (din kaiserlich) este prescurtatea titlului Kaiser von Österreich (Împărat al Austriei), iar al doilea k (din königlich) se referă la titlul Apostolischer König von Ungarn (Rege apostolic al Ungariei) purtat de monarhii casei de Habsburg-Lorena. Acel u dintre cele două litere k se pronunță în formă completă, în ciuda prescurtării grafice; astfel, pronunția corectă a expresiei este „k[a] und k[a]“.

## Denumirile instituțiilor comune ale Dublei Monarhii
Unele dintre instituțiile Imperiului Austriac (care era luat ca întreg) au funcționat cu vechiul nume și după 1867 în cazul în care administrau domenii comune ale întregii Austro-Ungarii (care era o uniune a două state separate). În timp, vechile nume imperiale au fost schimbate prin adăugarea indicativului imperial și regal pentru a face clară autoritatea ambelor state asupra instituției în cauză.
- Monarhul însuși era numit Seine k. und k. apostolische Majestät (Maiestatea Sa imperială și regală apostolică).
- Arhiducele și arhiducesa aveau titlul de k. u. k. Hoheit (Altețe imperială și regală).
- Ministerul casei imperiale și regale și al afacerilor externe, ministrul și reprezentanții legațiilor și consulatelor din străinătate purtau indicativul k. u. k. / imperial și regal. Friedrich Ferdinand von Beust, primul care a ocupat funcția de ministru în 1867–1871, a purtat titlul de „cancelar imperial“, la care s-a renunțat însă în 1871 ca urmare a dorințelor părții maghiare. Vezi Miniștri de externe și președinți ai Consiliului ministerial comun.
- Numele inițial „Ministerul finanțelor imperiale” a fost schimbat în 1903 în „Ministerul de finanțe comun, imperial și regal”, ministrul însuși fiind „imperial și regal” (ministerul era responsabil exclusiv pentru finanțarea și administrarea instituțiilor și afacerilor comune; ambele jumătăți ale Dublei Monarhii aveau propriile ministere de finanțe pentru domeniile gestionate în mod separat, cum ar fi educația, justiția etc.). Vezi Lista miniștrilor de finanțe ai Austro-Ungariei (1867–1918).
- Marina de război comună a primit în mod oficial indicativul k. u. k., devenind Marina imperială și regală de război.
- La dorința expresă a părții maghiare, din 1889 Armata comună a fost numită imperială și regală (k. u. k.). Până atunci, împotriva normelor, s-a folosit doar indicativul cezaro-crăiesc (k. k.).
- În cele din urmă, în 20 septembrie 1911, cu ocazia unei schimbări de ministru, Francisc Iosif a introdus termenul de „ministru de război“ în locul termenului „ministru imperial de război“ folosit până atunci.[1] Ministerul a fost numit atunci Ministerul imperial și regal de război (până la acea dată se numise Ministerul imperial de război).
- Întreaga curte a Maiestății Sale imperiale și regale apostolice aparținea instituțiilor comune, de la Marele Maestru al curții imperiale și regale, prin trei din cele patru gărzi de corp ale monarhului (garda de corp care ținea de instituția Regatului Maghiar nu intra în această categorie), până la supravegherea Teatrului Curții cezaro-crăiești din Viena (actualul Burgtheater), a palatelor imperiale și regale din Viena și din Budapesta și a altor castele folosite de monarh.[2]

## Denumirile instituțiilor separate
În zilele noastre, în spațiul de limbă germană, prescurtarea k. u. k. este adesea folosită în locul prescurtării k. k. (așa cum în spațiul de limbă română se folosește adesea cezaro-crăiesc în loc de imperial și regal). Din punct de vedere legal, cele două expresii sunt diferite. Expresia k. k. (kaiserlich-königlich), folosită mai înainte pentru instituțiile întregului imperiu, a desemnat începând cu 1867/68 doar autoritățile și instituțiile statale ale jumătății vestice a monarhiei, adică ale Austriei imperiale (Cisleithania). Înaceastă prescurtare, cel de-al doilea k. (din königlich) se referă la celelalte titluri de rege (König) ale monarhului Habsburg, înprimul rând la titlul de Rege al Boemiei (König von Böhmen). În afară de acest titlu, în Cisleithania Monarhul a mai purtat și titlul de Rege al Dalmației și de Rege al Galiției și Lodomeriei, precum și titlul onorific de Rege al Ierusalimului.
Instituțiile jumătății maghiare a monarhiei (Ungaria veche sau Transleithania) erau indicate cu prescurtările m. k. (din maghiară magyar királyi), respectiv k. u. sau kgl. ung. (din germană königlich ungarisch). În plus, Monarhul purta în Transleithania și titlul de Rege al Croației și Slavoniei.

## Utilizare anterioară
În perioada 1804–1867 a existat doar prescurtarea k. k. (a expresiei kaiserlich-königlich, în română chezaro-crăiesc). Până în 1806, primul k. se referea la titlul de Împărat (Kaiser) ales al Sfântului Imperiu Roman pe care îl purta monarhul de Habsburg, iar al doilea k se referea la diversele coroane regale ale monarhului (Coroana sfântului Venceslau, a lui Ștefan, a Croației, a Slavoniei, a Dalmației etc.) De la sfârșitul Sfântului Imperiu Roman de Națiune Germană, primul k. s-a referit la titlul de împărat moștenitor al Imperiului Austriac pe care și l-a conferit Francisc al II-lea/I în anul 1804.

## Utilizare ulterioară
Monarhia imperială și regală (k. u. k.) a fost ocazional numită și „Kakania“, iar viața în cadrul monarhiei „kakanică“. Această denumire a fost forjată după destrămarea Austro-Ungariei de scriitorul Robert Musil în romanul Omul fără însușiri. Denumirea a intrat în dicționare importante de limbă germană (Österreichisches Wörterbuch și Duden).
În Austria anilor '70, într-un context politic oarecum tensionat, termenul „K.u.K.“ a fost folosit și ca prescurtare a numelor a doi politicieni din regiune: Kreisky și Kádár.

## Denumirea în diversele limbi ale monarhiei
| germană  | cehă                            | maghiară                          | poloneză                       | slovenă                            | croată                          | română                           |
| -------- | ------------------------------- | --------------------------------- | ------------------------------ | ---------------------------------- | ------------------------------- | -------------------------------- |
| k. u. k. | c. a k. – císařský a královský  | cs. és kir. – császári és királyi | C. i K. – Cesarski i Królewski | c. in kr. – cesarski in kraljevski | c. i. kr. – carski i kraljevski | i. s. c. – împărătesc și crăiesc |
| k. k.    | c.k. – císařsko-královský       | cs. kir. – császári-királyi       | C. K. – cesarsko-królewski     | c. kr. – cesarsko-kraljevski       | c. kr. – carsko kraljevsko      | c. c. – chezaro-crăiesc          |
| k. u.    | král. uher. – královský uherský | m. kir. – magyar királyi          | królewski węgierski            |                                    | kr. ug. – kraljevsko ugarsko    |                                  |